# Eckehart Ruthenberg
Eckehart Ruthenberg, auch: Eckehardt Ruthenberg (* 16. Februar 1943 in Greifswald; † September 2011) war ein deutscher Designer.

## Leben und Werk
Der Vater Ruthenbergs, Dr. Martin Ruthenberg (1911–1992), war Biologe. Erst nachdem er 1992 gestorben war, fand die Familie Belege für dessen Verstrickung in das nationalsozialistische System, und Ruthenberg war zutiefst betroffen.
Ruthenberg wuchs in Blumberg bei Berlin auf und absolvierte von 1962 bis 1964 eine Lehre als Werkzeugmacher. Nach dem Dienst bei der Nationalen Volksarmee studierte er von 1965 bis 1970 bei Rudi Högner Industrielle Formgestaltung an der Kunsthochschule Berlin-Weißensee. Von 1970 bis 1974 arbeitete er in Dresden als Industrieformgestalter. Danach war er dort und von 1980 bis 1983 in Wismar freiberuflich tätig. Er erhielt öffentliche Aufträge, u. a. für große Kletterplastiken und andere Spielgeräte für Spielplätze, aber auch für Werbeplakate und andere gebrauchsgrafische Arbeiten. Neben seinen Arbeiten als Formgestalter machte er freie künstlerische Arbeiten, wobei er sich im Laufe seines Lebens der Techniken Alugrafie, Aquarell, Holz- und Linolschnitt, Collage, Monotypie, Radierung, Siebdruck, Tempera und der Handzeichnung bediente und textile Arbeiten machte. Er war Mitglied des Mitglied des Verbands Bildender Künstler der DDR, blieb aber als ausgesprochener Individualist Außenseiter.
Ruthenberg beteiligte sich u. a. an Bildhauersymposien und hatte in der DDR, in der Bundesrepublik und im Ausland eine bedeutende Zahl von Einzelausstellungen und Ausstellungsbeteiligungen. Z. B. beteiligte er sich 1982/1983 mit der bis zu 246 cm großen bemalten Holzskulpturengruppe Schneewittchen und die sieben Zwerge an der IX. und 1987/1988 mit den hölzernen Spieltiere Krokodil, Eule und Spatz an der X. Kunstausstellung der DDR in Dresden.
1982 gestaltete Ruthenberg Holzplastiken für den Hof des Sonderschulheimkomplexes im Stadtteil Großer Dreesch in Schwerin.
Ab 1974 hatte Ruthenberg wiederholt ohne Erfolg seine Ausreise aus der DDR beantragt. Er wurde deshalb als Gegner der DDR betrachtet. Ab 1984 erhielt er daraufhin eine Zeitlang keine Aufträge mehr, und er durfte keine seiner Arbeiten ausstellen und verkaufen. Er lebte in Ostberlin und seine gut verdienende Ehefrau sicherte den Lebensunterhalt. 1987 begann er, in Vergessenheit gekommene jüdische Friedhöfe zu suchen, sie in Ordnung zu bringen und wieder der Öffentlichkeit bekannt zu machen. Er sah das auch als eine stille Wiedergutmachung für das, was sein Vater während des Nationalsozialismus getan hatte.
Zur Dokumentation machte er von den entdeckten Grabsteinen auf Seidenpapier Abreibungen. Es entstand so eine umfangreiche und in dieser Art einzigartige Dokumentation. Bei diesen Aktivitäten arbeitete er u. a. mit Kai Uwe Schulenburg (* 1962) zusammen, den er in Eberswalde kennengelernt hatte. Ihre Tätigkeiten erregten das Misstrauen des Ministeriums für Staatssicherheit, und beide wurden überwacht.
Im Januar 1989 konnte Ruthenberg nach Westberlin ausreisen. 1990 zog er nach Bergisch Gladbach, wo seine Frau Arbeit gefunden hatte. Er fertigte dort vor allem Holzplastiken. Daneben schuf er Ölgemälde und Collagen. Er befasste sich mit Fragen der deutschen Geschichte und arbeitete an der Erforschung des Jüdischen Friedhofs mit.
1994 gab er mit Schulenburg und Michael Brocke beim Institut Kirche und Judentum das gewichtige Buch Stein und Name. Die jüdischen Friedhöfe in Ostdeutschland (Neue Bundesländer/DDR und Berlin) heraus.
Er zog dann zurück nach Berlin, wo er im Prenzlauer-Berg eine kleine Werkstatt hatte, in der er schnitzte, u. a. Engel, Krippen und Madonnen-Figuren. Über dem Schaufenster stand: „Dinge, die die Welt nicht braucht“. Er erhielt nur eine kleine Rente und musste Sozialhilfe in Anspruch nehmen, konnte damit aber in seiner großen materiellen Bescheidenheit leben.
Er suchte weiter nach jüdischen Friedhöfen, nun östlich von Oder und Lausitzer Neiße in Polen. Der große Bestand seiner Abreibeblättern ging an das Oderland-Museum Bad Freienwalde.
2004 erhielt Ruthenberg den Ersten Preis der Kunstwoche in Jesteburg.
Ruthenbergs Sohn Jonas Ruthenberg erzählte 2012 in einem Film über seinen Vater. 2021 fand in der Berliner Stadtbibliothek zum Gedenken an Ruthenberg eine Veranstaltung Verwaistes Erbe. Jüdische Friedhöfe diesseits und jenseits der Oder statt.

## Ausstellungen (Auswahl)
- 1977: „Wesen, die nach innen leben möchten“, Vorweihnachtsausstellung Eckehardt Ruthenberg in der Kreuzkirche Dresden
- 1978: Junge Künstler der DDR, Frankfurt an der Oder
- 1979: Bezirkskunstausstellung Dresden
- 1983: Textilminiaturen, Berlin
- 1982/83 und 1987/88: Kunstausstellung der DDR, Dresden